# مايلز روبنسون
مايلز روبنسون (بالإنجليزية: Miles Robinson) (14 مارس 1997 في الولايات المتحدة - ) هو لاعب كرة قدم أمريكي في مركز الدفاع.

## وصلات خارجية
- مايلز روبنسون على موقع الدوري الأمريكي (الإنجليزية)
- مايلز روبنسون على موقع قاعدة بيانات كرة القدم.إي يو (الإنجليزية)
- مايلز روبنسون على موقع بيانات كرة القدم. دي إي (الألمانية)
- مايلز روبنسون على موقع ناشيونال فوتبول تيمز (الإنجليزية)
- مايلز روبنسون على موقع Soccerbase.com (لاعب) (الإنجليزية)
- مايلز روبنسون على موقع Soccerway.com (الإنجليزية)
- مايلز روبنسون على موقع عالم كرة القدم.نت (الإنجليزية)